# Aéroport international Logan de Boston
Pour les articles homonymes, voir BOS.
L’aéroport international Logan de Boston (nom complet en anglais : General Edward Lawrence Logan International Airport), (code IATA : BOS • code OACI : KBOS), est un aéroport américain desservant la ville de Boston dans l'État du Massachusetts. En 2011, il était le 19e aéroport des États-Unis et 48e mondial, ayant transporté 28 866 313 passagers pour 55 compagnies aériennes.
Plus grand centre de transport de la Nouvelle-Angleterre, il s'étend sur près de 1 000 hectares (10 km2) dans le quartier d'East Boston. Il s’est considérablement étendu au cours des années, y compris par un polder de 7 km2 sur le port de Boston. L'aéroport comprend six pistes, vingt-trois kilomètres de taxiways ainsi que cinq terminaux. Il possède sa propre police d’État, une chapelle œcuménique, Notre-Dame des Airs (Our Lady of the Airways).
Il fut d’abord appelé simplement Boston Airport lors de son inauguration le 8 septembre 1923. Le nom Logan lui fut donné en 1956 en l'honneur du général Edward Lawrence Logan, un héros de la guerre hispano-américaine originaire de Boston.
Cet aéroport avait été prévu pour 10 millions de passagers par an, mais il en a reçu 28 millions en 2011, soit 80 000 par jour. Mal surveillé, il emploie beaucoup d'intérimaires.
Deux avions partis de cet aéroport, le vol 11 American Airlines et le vol 175 United Airlines, les deux sur des trajets Boston - Los Angeles, ont percuté l'une et l'autre tour du World Trade Center le 11 septembre 2001.

## Histoire

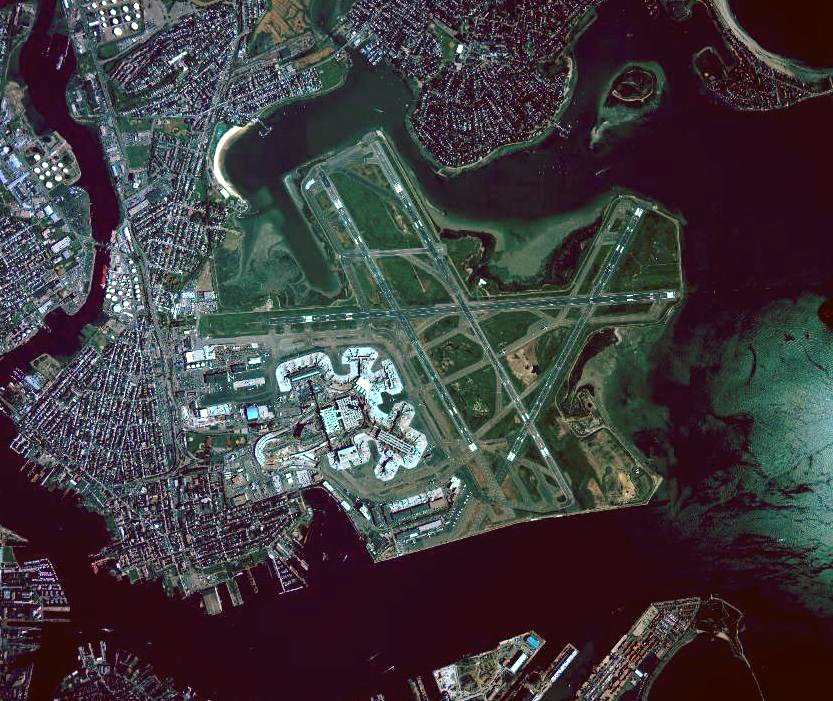
Noddle's Island est maintenant une partie de l'aéroport de Logan.

Initialement appelé aéroport de Boston, Logan a ouvert le 8 septembre 1923, et a été principalement utilisé par les forces armées du Massachusetts les Air Guard et l'Army Air Corps. À cette époque, il était aussi connu sous le nom de Jeffery Field. Les premiers vols passagers commerciaux réguliers ont été effectués par Colonial Air Transport (compagnie rachetée en 1930 par AVCO pour fonder American Airlines) entre Boston et New York en 1927.
Durant les années 1940, l'aéroport a été agrandi de 730 ha pris sur la décharge du port de Boston, prises sur Noddle'S et Apple islands. En 1943, l'État rebaptise l'aéroport Général Edward Lawrence Logan International Airport du nom d'un officier de la guerre hispano-américaine originaire de South Boston. En 1952, l'aéroport est devenu le premier aux États-Unis avec une connexion de transport rapide indirect.
En avril 1957, le guide officiel de l'aéroport indique 49 départs par semaine sur American Airlines, 31 Eastern Air Lines, 25 Northeast Airlines (en), 8 United Airlines, 7 TWA intérieur, 6 National Airlines, 6 Mohawk, 2 TCA et un Provincetown-Boston. En outre TWA avait neuf départs par semaine vers ou en provenance de l'Atlantique, Pan Am en avait 18, Air France 8, BOAC 4 et LAI 4.
L'ère du jumbo-jet commence à Logan durant l'été 1970, lorsque Pan Am inaugure un vol quotidien en Boeing 747 à destination de l'aéroport de Londres Heathrow. En 2012, les vols sans escale à destination de Londres sont effectués par British Airways, American Airlines, Delta Air Lines et Virgin Atlantic. Cependant, American Airlines met fin à ses vols Boston-Heathrow le 31 mars 2013. Dans le cadre de Oneworld, British Airways partenaire d'American Airlines, commence l'exploitation d'un quatrième vol quotidien à l'aide d'un Boeing 747 le même jour.
Lorsque le terminal E ouvre ses portes en 1974, Logan devient le second aéroport américain pour les arrivées internationales. Depuis, le nombre de voyageurs internationaux à l’arrivée Logan a triplé. Les vols long-courriers internationaux sont le marché le plus dynamique à Logan. L'augmentation du trafic passagers a conduit la Massachusetts Port Authority (Massport) à se lancer dans un projet de renouvellement de l'aéroport principal appelé le « Projet de modernisation Logan » de 1994 à 2006. Le projet comprenait une nouvelle aire de stationnement, un nouvel hôtel, des trottoirs roulants, des extensions des terminaux et des améliorations et d'un réseau routier à deux vitesses qui sépare les circulations routières à l'arrivée du départ.
La relation de Massport avec les communautés voisines ont été tendues depuis le milieu des années 1960, lorsque l'agence a pris le contrôle d'une parcelle de terrain résidentiel et d'une zone de pêche populaire à proximité de la côte nord-ouest de l'aérodrome. Ce projet a été entrepris pour étendre la piste 15R/33L, qui devint plus tard la plus longue piste de Logan. Les habitants du quartier, connu sous le nom Wood Island, ont été expulsés. L'opposition du public a atteint son paroxysme lorsque les habitants se couchent dans les rues pour bloquer et empêcher les bulldozers et les camions d'approvisionnement d'atteindre la zone de construction prévue.
La piste 14/32 a été mise en service le 23 novembre 2006. C'est la première extension de la piste principale de Logan en plus de quarante ans. Cette piste avait été programmée en 1973, mais a été retardée par les tribunaux. Selon les archives de Massport, le tout premier appareil à utiliser la nouvelle piste était un Embraer ERJ 145 de Continental Express qui atterrit sur la piste 32, le matin du 2 décembre 2006.
En avril 2007, la Federal Aviation Administration a approuvé la construction d'une voie de circulation de 2 830 mètres parallèlement aux pistes 4R/22L et 4L/22R. L'annonce du projet a mis en colère les riverains. En 2009, la voie de circulation ouvre en avance sur le calendrier et le budget prévus. Pour ne pas confondre cette voie de circulation avec une piste, Taxi est écrit en grandes lettres jaunes à chaque extrémité de la voie.
Le premier Airbus A380 a atterri à l'aéroport Logan le 8 février 2010 pour des vérifications de compatibilité. L'avion a été également transporté un sous-marin à son fabricant pour une utilisation ultérieure dans la recherche du vol Air France 447[Quoi ?]. L'aéroport sert depuis comme terrain de déroutement pour les vols effectués en A380. Aucune compagnie aérienne n'effectue de service régulier en A380 en 2013 au départ de Logan.

## Situation

### Carte des 30 principaux aéroports américains
| \| 500 km1:17 479 000 \| Atlanta Los Angeles Chicago · O'Hare Chicago · Midway Dallas · Fort Worth New York · JFK Newark · Liberty New York-LaGuardia Denver San Francisco Charlotte Las Vegas Phoenix Miami Houston Seattle Orlando Minneapolis · Saint-Paul Boston Détroit Philadelphie Fort Lauderdale · Hollywood Baltimore Washington · R. Reagan Washington · Dulles Salt Lake City San Diego Honolulu Tampa Portland |
| 500 km1:17 479 000 |

| Boston Hyannis Nantucket Provincetown Martha's Vineyard Worcester New Bedford |

## Infrastructures

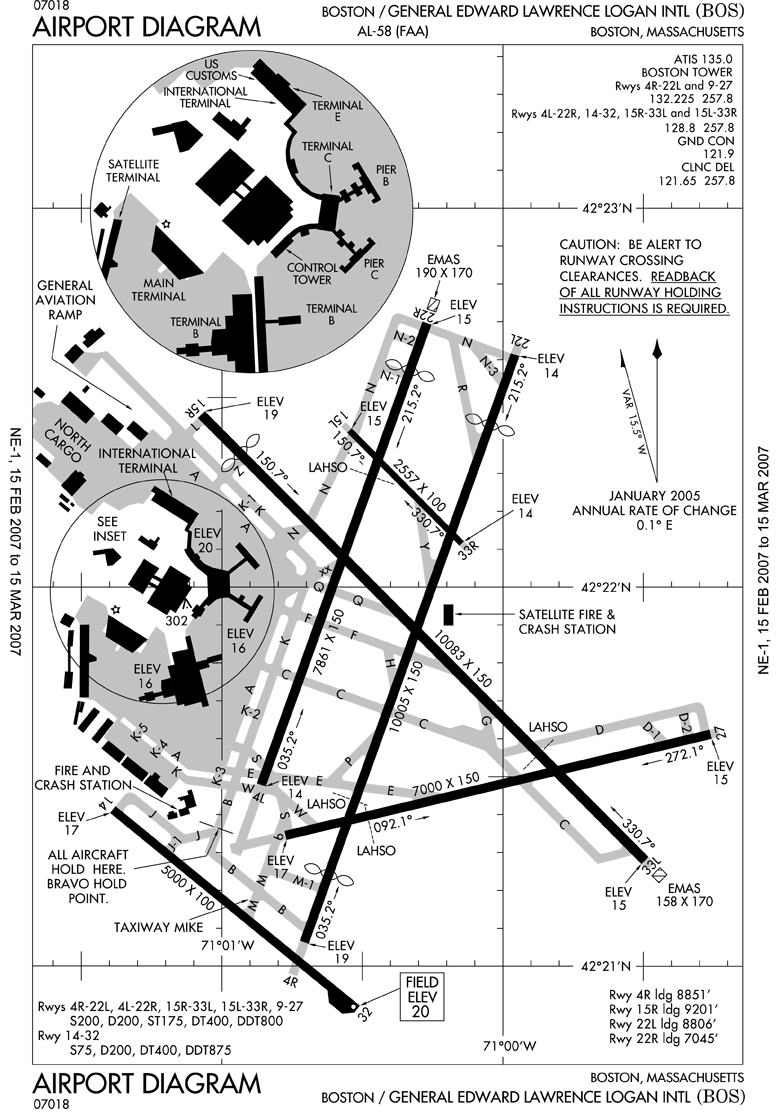
Carte de l'aéroport de Logan édité par la FAA.

Situé en partie à East Boston et en partie sur le territoire de la ville de Winthrop, sur le port de Boston, l'aéroport international Logan couvre une superficie de 965 ha, qui contient six pistes en asphalte : les deux premières pistes parallèles 04L/22R (2 396 m par 46 m) et 04R/22L (3 050 m par 46 m), l'autre groupe de piste parallèles la 15L/33R (779 m par 30 m) et 15R/33L (3 073 m par 46 m) puis la 09/27 (2 134 m par 46 m) et la 14/32 (1 524 m par 30 m).
Pour les procédures d'atterrissage l'ILSets disponible en 04R, 15R, 22L, 27 et 33L, la 04R de la piste en cours de certification pour les opérations d'atterrissage aux instruments de catégorie III. Les autres pistes ont des ILS sont certifiés CAT I,.
L'aéroport de Logan dispose de deux installations de fret : Cargo Nord qui est adjacent au terminal E et Cargo Sud adjacent aux terminaux A et B. Cargo Nord est également l'emplacement de plusieurs hangars de maintenance, y compris ceux qui sont exploités par American Airlines, Delta Air Lines, et JetBlue.

## Terminaux
L'aéroport international Logan dispose de 103 postes de stationnements répartis entre quatre terminaux aéroportuaires A, B, C et E. Tous les terminaux sont reliés par des navettes de pré-sécurité, ainsi qu'entre les terminaux A, B et E via des trottoirs roulants pré - sécurité. Des tapis roulants relient également les bornes d'un parking central conçu pour le service consolidé entre les quatre bornes et le garage lui-même. Le programme de concession à l'aéroport est développé, loué et géré par AirMall USA pour les aérogares B et E et Westfield Concession Management Inc. pour les aérogares A et C.

### Terminal A

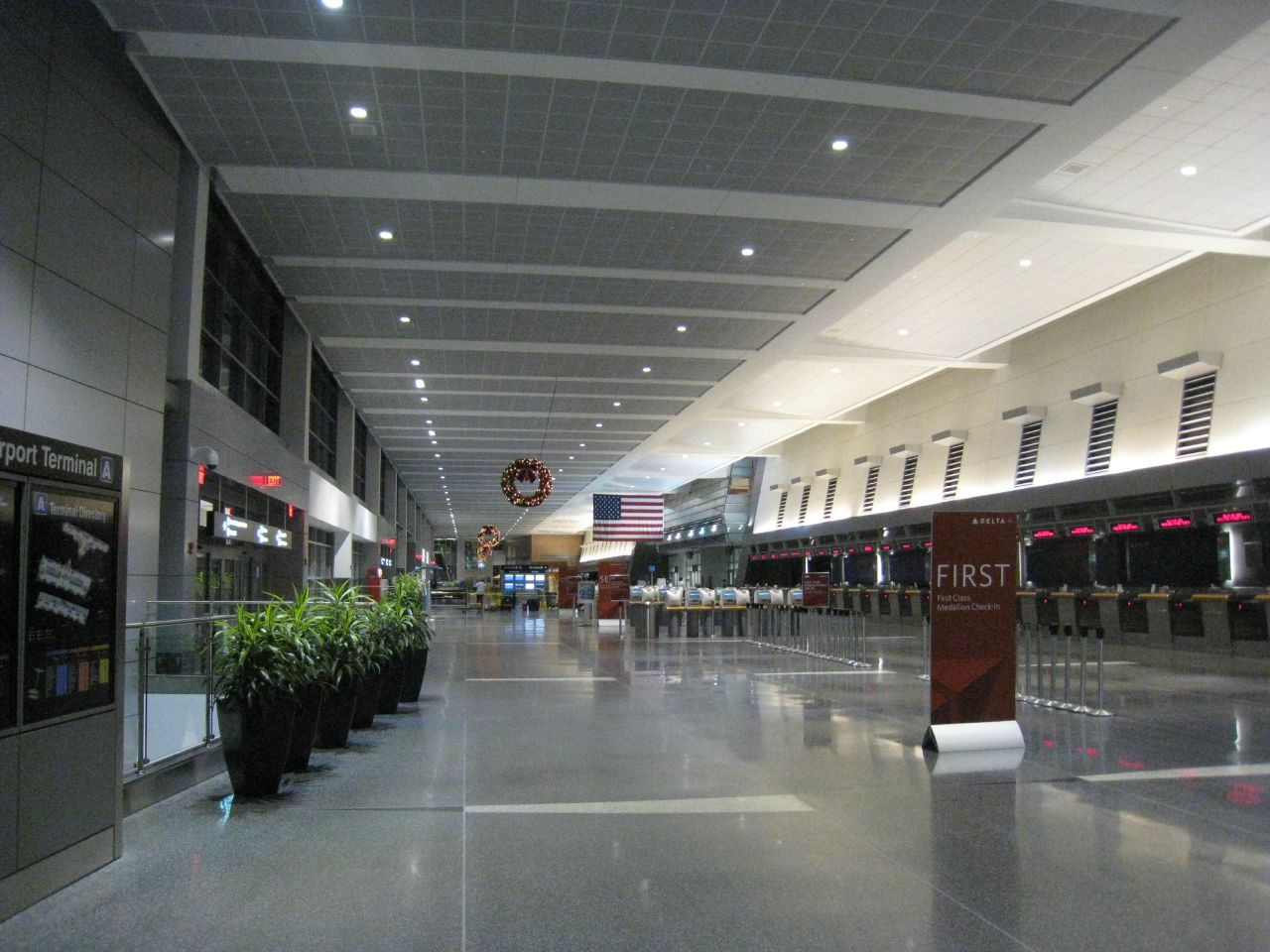
Hall du terminal A de nuit.

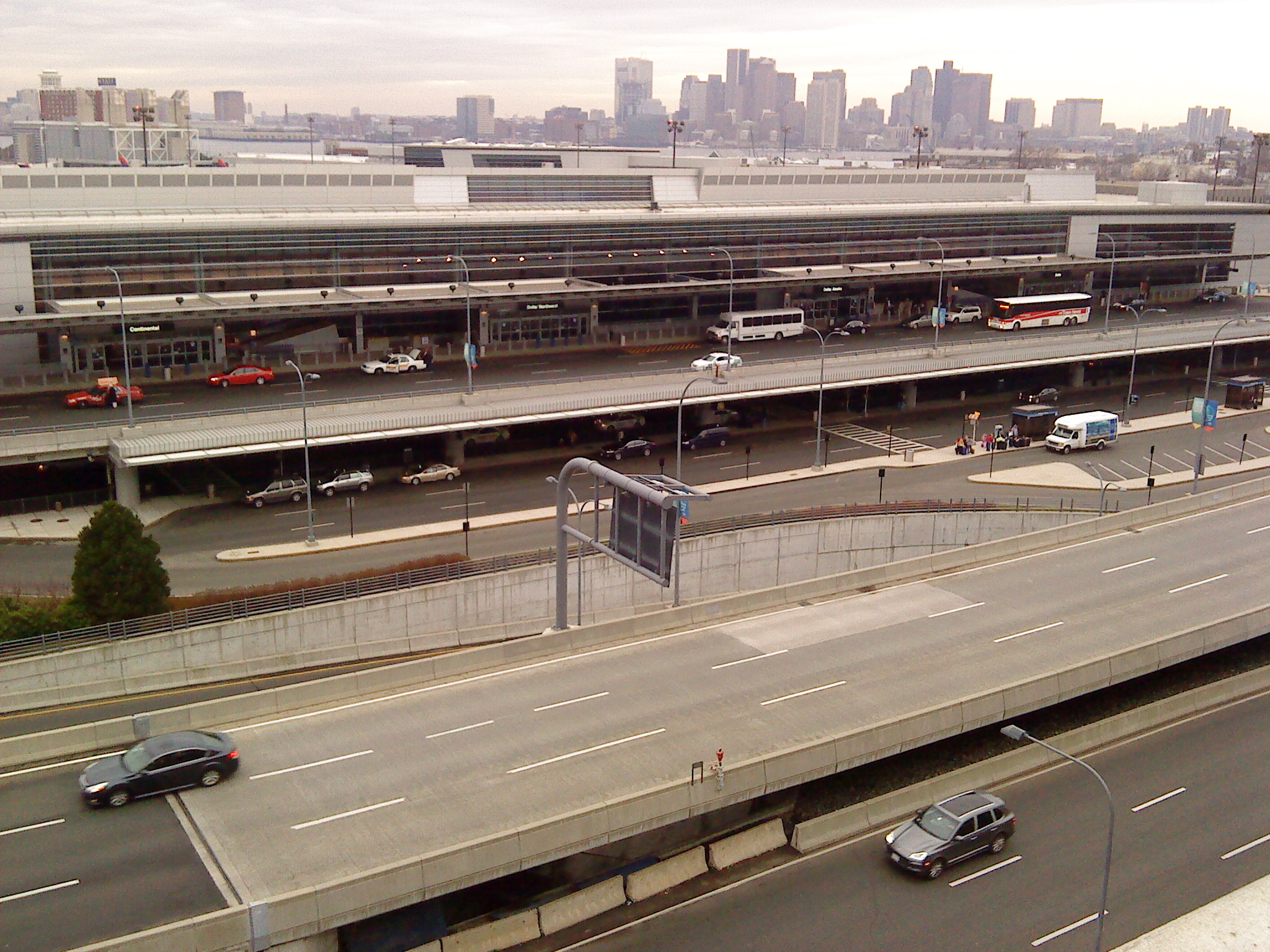
Terminal A vu de l'extérieur.

Le terminal A, qui a remplacé un bâtiment des années 1970 de l'ère Minoru Yamasaki conçu et occupé par la défunte Eastern Air Lines, ouvre aux passagers le 16 mars 2005. Le terminal, conçu par Hellmuth, Obata & Kassabaum, est divisé en un terminal principal (portes A1-A12) et un bâtiment satellite (portes A13-A22). Le terminal principal et le bâtiment satellite sont reliés par un passage souterrain. Le Terminal A abrite les salons d'honneurs des compagnies aériennes United Airlines (salons United Club et Delta Air Lines (Delta Sky Club). Ce dernier est situé dans le bâtiment satellite au 3e étage, qui est utilisé exclusivement pour le Sky Club.
Le bâtiment est le premier terminal de l'aéroport aux États-Unis à être certifié Leadership in Energy and Environmental Design (LEED) pour la conception respectueuse de l'environnement par le US Green Building Council. Parmi les caractéristiques de l'immeuble sont le toit et les fenêtres réfléchissant la chaleur, les robinets à débit réduit et des urinoirs sans eau, et la filtration des eaux pluviales.

### Terminal B

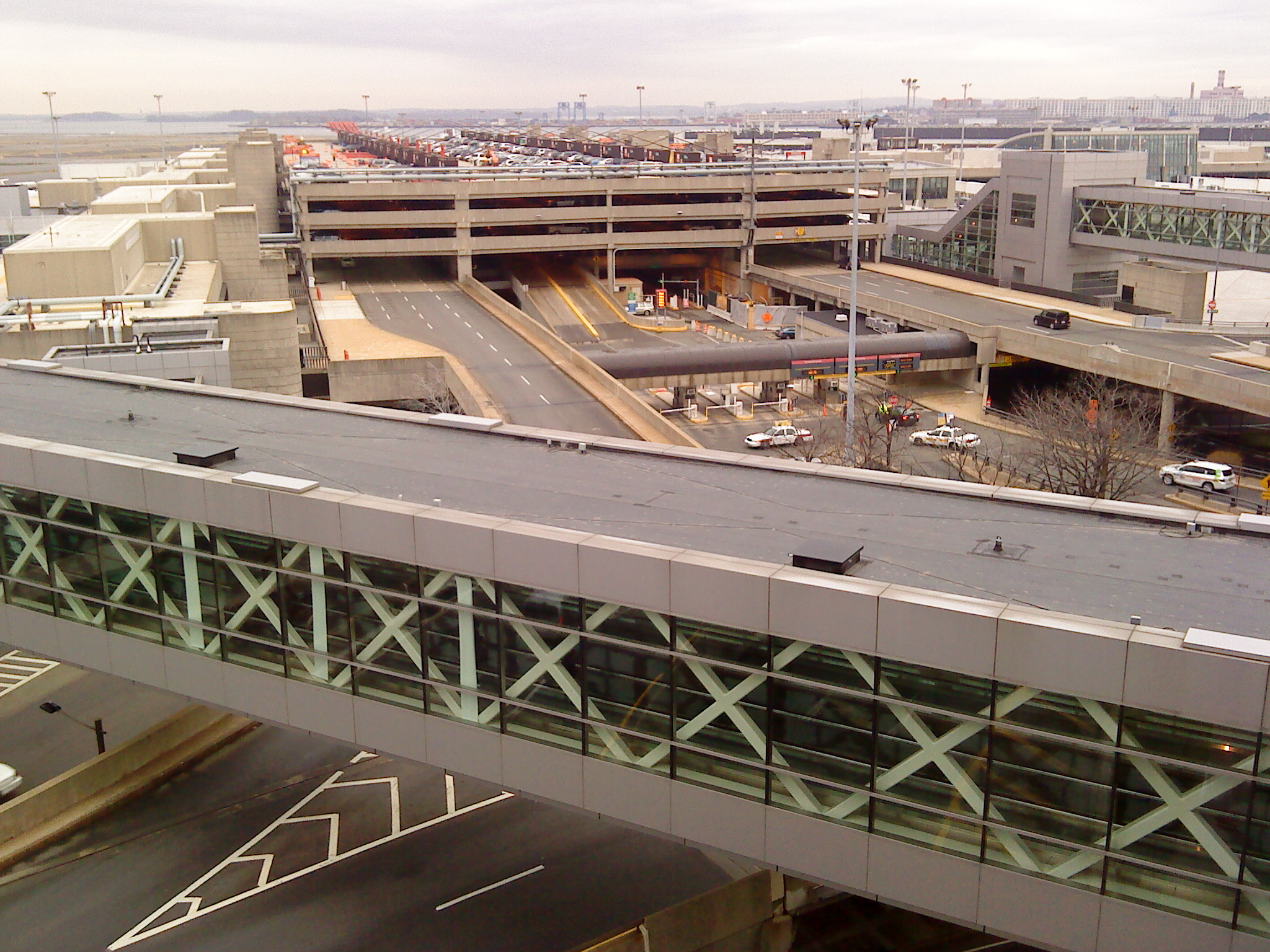
Terminal B.

Le terminal B, qui a été conçu par John Carl Warnecke & Associates et Desmond & Lord, Inc., a ouvert en 1974. Ce terminal a été réalisé pour US Airways en 1974 et la jetée pour American Airlines en 1975. Le terminal est demeuré pratiquement inchangé jusqu'à ce qu'US Airways étende ses activités à l'aéroport de Logan en 1979 et des améliorations sont conçues et construites par HNTB Corporation en 1980. De 1980 à 2000, de nombreux petits projets, y compris l'amélioration des sièges des passagers, les concessions des expansions et des salons de passagers ont été réalisées. Les installations ont été rénovées en 1995 et conçues par Gresham, Smith & Partners, et les installations de US Airways ont été rénovées en 1998 et 2000 et conçues par URS Corporation avec Turner Construction.
Le terminal B est divisé en deux bâtiments nord et sud, avec un parc de stationnement situé entre les deux bâtiments. Les portes d'embarquement de l'édifice sud (principalement occupé par US Airways et abritant un Club US Airways) sont divisées en trois groupes : B1-B3, B4-B14, et B15-B21. Les portes B4-14 et B15-B21 étant reliées par un passage de post-sécurité. Les portes du bâtiment nord (principalement occupé par American Airlines, qui exploite un Admirals Club dans le bâtiment du terminal) sont divisées en deux groupes : B22-B36 et B37-B38. Les portes B22-36 sont généralement utilisées par American Airlines, tandis que les portes B37 et B38 le sont par Virgin America.
Le terminal B est en cours de rénovation et devrait être achevé dans le courant de 2014. Cette rénovation se caractéristise par une passerelle de sécurité raccordant les terminaux B Nord et Sud ainsi qu'un point de contrôle de sécurité renforcé reliant les 38 portes du terminal B. La rénovation comprendra également 24 nouveaux points contrôle des billets, huit nouvelles salles d'embarquement, un nouvel espace de concession et un nouveau carrousel à bagages. Une fois ce projet terminé, United Airlines déplacera au terminal B Nord toutes ses opérations actuellement effectuées aux terminaux A et C, ce qui permettra à Delta Air Lines de se développer dans le terminal A et JetBlue et son partenaire régional Cape Air de se développer dans le terminal C.

### Terminal C

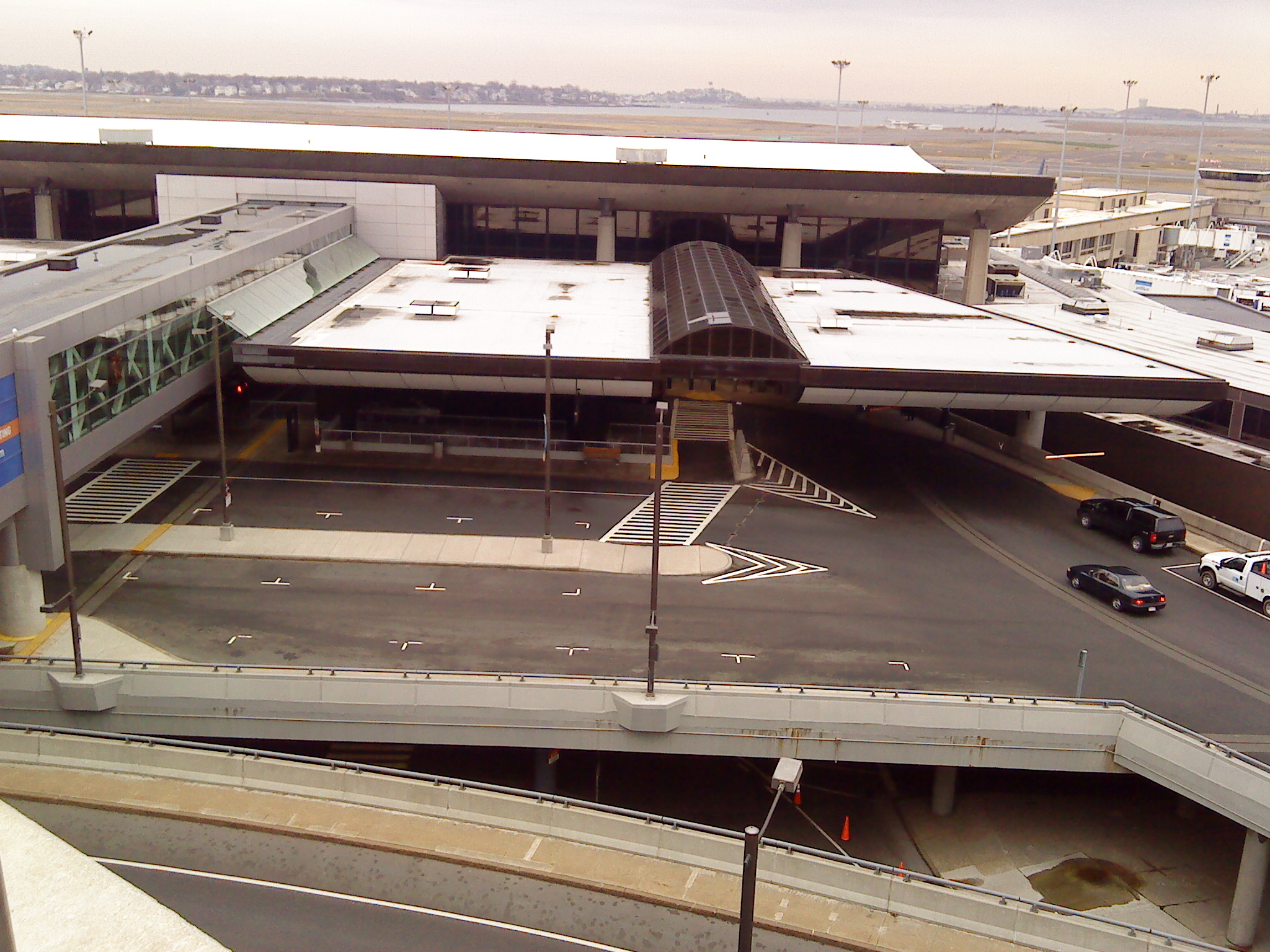
Terminal C.

Le terminal C ouvre en 1967, conçu par le cabinet Perry, Shaw, Hepburn et Dean. Il a été rénové en 1987, en 2002 et en 2005. Il a trois groupes de portes : C11-C21, C25-C36 et C40-C42. Les deux postes de contrôle de sécurité C des terminaux donnant accès aux portes C11-C21 sur la gauche et aux portes C25 à C36 sur la droite ont été remplacés par un poste de contrôle commun le 20 juillet 2011. Les portes du terminal D (trois portes à l'extrémité nord du terminal C) ont été renumérotées dans le cadre du terminal C le 28 février 2006.
Le terminal est utilisé par Cape Air, United Airlines et JetBlue Airways principalement. JetBlue et Massport ont discuté d'un « remaniement » des compagnies aériennes afin que JetBlue et son partenaire Cape Air puisse acquérir la totalité du terminal C quand United déménagera au terminal Nord.
Les salons de l'United Service Organizations de l'aéroport sont situés dans la zone de récupération des bagages du terminal C, au niveau inférieur. Ils proposent des équipements les plus typiques que d'autres marchés aussi importants du Grand Boston. Le terminal C abrite également un Club United.

### Terminal E

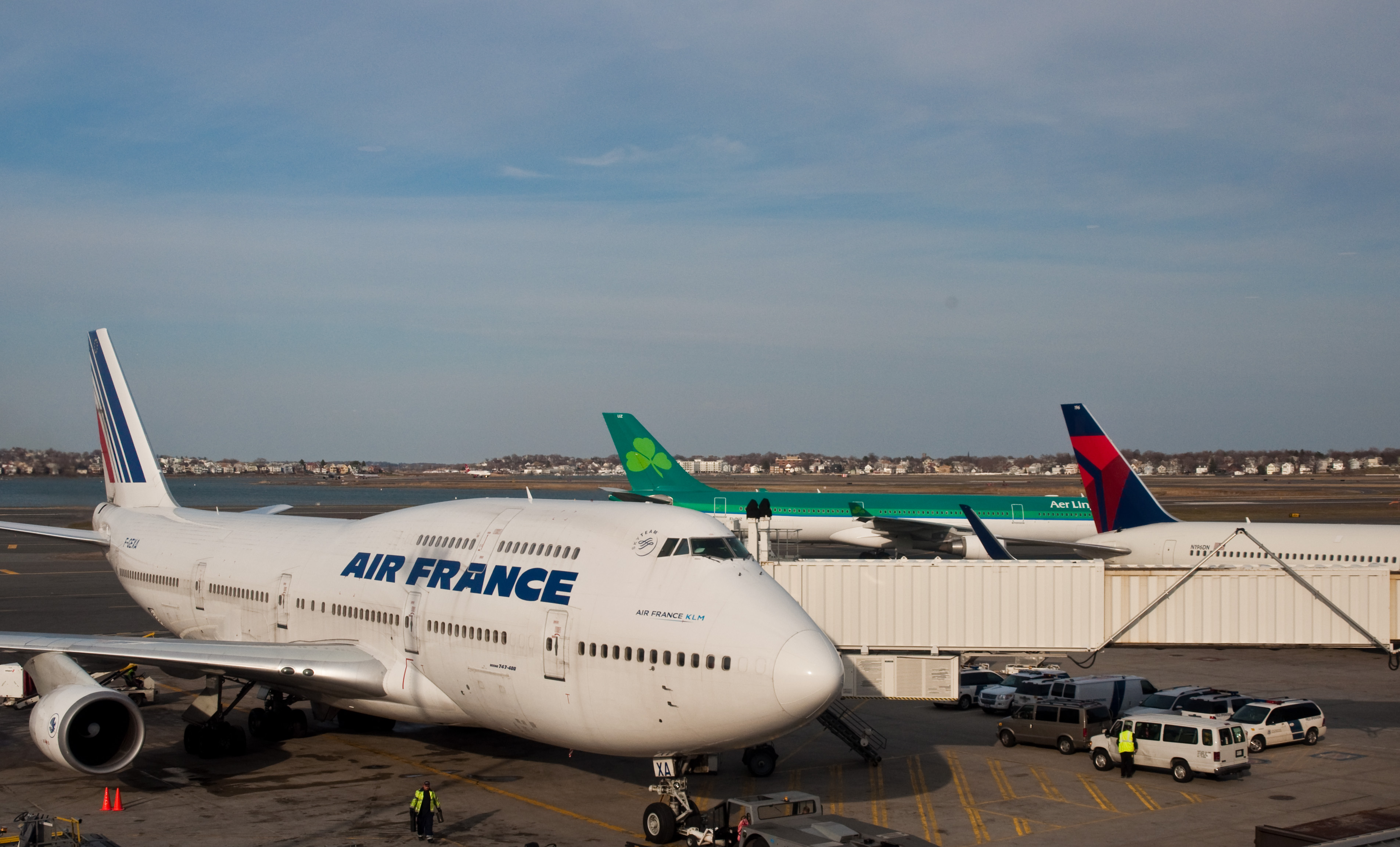
Terminal E avec un Boeing 747-400 d'Air France, un Airbus A330-300 d'Aer Lingus et un Boeing 767-300ER de Delta Air Lines aux portes.

Le terminal E, également connu sous le nom de terminal international John A.Volpe (de l'ancien gouverneur du Massachusetts et secrétaire américain aux Transports de l'administration Nixon), sert de terminal international de l'aéroport Logan. Le terminal a été achevé en 1974 et conçu par Kubitz & Papi, Inc. et Desmond & Lord, Inc. Massport termine le projet de modernisation du terminal E en août 1997, projet qui améliore les installations pour les passagers. Le projet international de la passerelle, conçu par Skidmore, Owings and Merrill et DMJM aviation, a ajouté 37 000 m2 au terminal en 2003, et l'ensemble du projet est achevé en 2008.
À part les portes louées par Southwest Airlines et Sun Country Airlines, toutes les portes dans le terminal sont à utilisation commune, ce qui signifie que les portes sont attribuées principalement en fonction des besoins opérationnels. Tous les guichets et les portes du terminal E sont partagés entre les transporteurs internationaux, à l'exception de ceux loués par Southwest Airlines, AirTran Airways, et Sun Country Airlines. Dans le terminal se trouvent plusieurs des salons des compagnies aériennes : Gold Circle Lounge d'Aer Lingus, Air France Lounge d'Air France, First Lounge and Terraces Lounge de British Airways, Senator Lounge and Business Lounge de Lufthansa et Clubhouse Lounge de Virgin Atlantic.
Le troisième niveau du terminal E est utilisé pour les départs, le second pour le contrôle des passeports et le rez-de-chaussée pour les arrivées et les douanes. Le Service des douanes et de la protection des frontières des États-Unis situé dans le terminal E est capable de traiter plus de 2 000 passagers par heure.

## Compagnies et destinations
| Compagnies                    | Destinations | Refs   |
| ----------------------------- | --- | ------ |
| Aer Lingus                    | Dublin, Shannon | [ 24 ] |
| Aeroméxico                    | Mexico-B. Juárez |        |
| Air Canada                    | Montréal (P.-E.-Trudeau), Toronto (Pearson) |        |
| Air Canada Express            | Halifax (Stanfield), Montréal (P.-E.-Trudeau) |        |
| Air France                    | Paris-Charles de Gaulle | [ 25 ] |
| Alaska Airlines               | Portland, San Diego, San Francisco, Seattle-Tacoma | [ 26 ] |
| Allegiant Air                 | Asheville , Fort Walton-Nord Floride , Knoxville-McGhee Tyson (en) En saison : Grand Rapids-G. R. Ford, Indianapolis, Norfolk, Sarasota-Bradenton |        |
| American Airlines             | - Austin-Bergstrom , - Charlotte-Douglas, - Chicago-O'Hare, - Dallas-Fort Worth, - Londres-Heathrow , - Los Angeles, - Miami, - New York-LaGuardia, - Philadelphie, - Phoenix-Sky Harbor, - Washington-Reagan En saison : Cancún, Montego Bay-Donald Sangster, Providenciales, Punta Cana | "      |
| American Eagle                | - Cincinnati-Northern Kentucky, - Harrisburg (Middletown), - Indianapolis, - John Glenn Columbus, - Lambert-Saint Louis, - Louisville-Standiford Field, - New York-John F. Kennedy, - Rochester (État de New York), - Syracuse-Hancock En saison : - Halifax (Stanfield), - Hilton Head Island, - Key West, - Plages du nord-ouest de la Floride, - Traverse City-Cherry Capital, - Washington-Reagan, - Wilmington (en) |        |
| Austrian Airlines             | Vienne-Schwechat | [ 31 ] |
| Avianca                       | Bogota-El Dorado |        |
| Avianca El Salvador           | San Salvador-M. O. A. Romero y Galdámez |        |
| Azores Airlines               | Ponta Delgada-Jean Paul II, Porto-F. Sá-Carneiro, Terceira-Lajes En saison : Madère-C. Ronaldo |        |
| BermudAir                     | Hamilton-L.F. Wade |        |
| Boutique Air                  | Massena (NY) (en) | [ 32 ] |
| British Airways               | Londres-Heathrow | [ 33 ] |
| Cape Air                      | - Augusta-State (en), - Bar Harbor-Comté de Hancock (en), - Barnstable (Hyannis) (en), - Lebanon (en), - Martha's Vineyard (en), - Nantucket Memorial (en), - Provincetown (en), - Rockland (comté de Knox) (en), - Rutland-Vermont du Sud (en), - Saranac Lake (Adirondack) (en) | [ 34 ] |
| Cathay Pacific                | Hong Kong | [ 35 ] |
| Condor                        | En saison : Francfort |        |
| Copa Airlines                 | Panama-Tocumen | [ 36 ] |
| Delta Air Lines               | - Amsterdam, - Atlanta H.-Jackson, - Austin-Bergstrom, - Cancún, - Charleston, - Chicago-O'Hare, - Cincinnati-Northern Kentucky, - Dallas-Fort Worth, - Denver, - Détroit, - Fort Lauderdale-Hollywood, - Fort Myers, - Jacksonville, - Kansas City, - La Nouvelle-Orléans-L. Armstrong, - Las Vegas-Harry-Reid, - Londres-Heathrow, - Los Angeles, - Miami, - Milwaukee-General Mitchell, - Minneapolis-Saint-Paul, - Nashville, - New York-John F. Kennedy, - New York-LaGuardia, - Orlando, - Palm Beach, - Paris-Charles de Gaulle, - Phoenix-Sky Harbor, - Raleigh-Durham, - Salt Lake City, - San Diego, - San Francisco, - San Juan - Luis-Muñoz-Marín, - Seattle-Tacoma, - Tampa, - Tel Aviv - Ben Gourion En saison : - Aruba-Reine-Beatrix, - Athènes E.-Venizélos, - Charlotte Amalie - Cyril E. King, - Dublin, - Édimbourg, - Honolulu, - Liberia-D.-Oduber, - Lisbonne-H. Delgado, - Montego Bay-Donald Sangster, - Myrtle Beach, - Nassau L. Pindling, - Providenciales, - Punta Cana, - Rome Léonard-de-Vinci/Fiumicino , | *      |
| Delta Connection              | - Baltimore-T. Marshall, - Charleston, - Charlotte-Douglas, - Chicago-O'Hare, - Cincinnati-Northern Kentucky, - Cleveland-Hopkins, - John Glenn Columbus, - Indianapolis, - Jacksonville, - Kansas City, - Louisville-Standiford Field, - Madison (comté de Dane), - Memphis, - Milwaukee-General Mitchell, - Nashville, - Newark-Liberty, - New York-John F. Kennedy, - New York-LaGuardia, - Norfolk, - Philadelphie, - Pittsburgh, - Richmond-Byrd Field, - Savannah, - Washington-Reagan En saison : Fort Myers, Myrtle Beach | [ 38 ] |
| El Al                         | Tel Aviv - Ben Gourion | [ 39 ] |
| Emirates                      | Dubaï | [ 40 ] |
| Etihad Airways                | Abou Dabi |        |
| Frontier Airlines             | - Atlanta H.-Jackson, - Charlotte-Douglas, - Cincinnati-Northern Kentucky, - Dallas-Fort Worth, - Orlando, - Philadelphie, - Raleigh-Durham, - San Juan - Luis-Muñoz-Marín |        |
| Hainan Airlines               | Pékin-Capitale |        |
| Hawaiian Airlines             | Honolulu | [ 41 ] |
| Iberia                        | Madrid-Barajas | [ 42 ] |
| Icelandair                    | Reykjavik-Keflavík | [ 43 ] |
| ITA Airways                   | Rome Léonard-de-Vinci/Fiumicino |        |
| Japan Airlines                | Tokyo-Narita | [ 44 ] |
| JetBlue                       | - Amsterdam, - Aruba-Reine-Beatrix, - Atlanta H.-Jackson, - Austin-Bergstrom, - Bridgetown-Grantley-Adams, - Buffalo-Niagara, - Cancún, - Charleston, - Charlotte-Douglas, - Chicago-O'Hare, - Cleveland-Hopkins, - Dallas-Fort Worth, - Denver, - Détroit, - Fort Lauderdale-Hollywood, - Fort Myers, - Hamilton-L.F. Wade, - Houston-George Bush, - Jacksonville, - La Havane-José Martí, - La Nouvelle-Orléans-L. Armstrong, - Las Vegas-Harry-Reid, - Londres-Heathrow, - Los Angeles, - Miami, - Milwaukee-General Mitchell, - Minneapolis-Saint-Paul, - Montego Bay-Donald Sangster, - Nashville, - Nassau L. Pindling, - New York-John F. Kennedy, - New York-LaGuardia, - Orlando, - Palm Beach, - Paris-Charles de Gaulle, - Philadelphie, - Phoenix-Sky Harbor, - Pittsburgh, - Presque Isle (Maine du Nord) (en), - Punta Cana, - Raleigh-Durham, - Richmond-Byrd Field, - Saint-Georges - Maurice-Bishop, - Salt Lake City, - San Antonio, - San Diego, - San Francisco, - San José (Californie), - San Juan - Luis-Muñoz-Marín, - Santiago - Cibao, - Saint-Domingue Las Américas, - Savannah, - Seattle-Tacoma, - Syracuse-Hancock, - Tampa, - Washington-Reagan En saison : - Asheville, - Bozeman Yellowstone (en) , - Charlotte Amalie - Cyril E. King, - Dublin, - Grand Cayman-O. Roberts, - Key West, - Liberia-D.-Oduber, - Londres-Gatwick, - Martha's Vineyard (en), - Nantucket Memorial (en), - Portland, - Providenciales, - Puerto Plata - Gregorio Luperón, - Sacramento, - Saint-Martin - Princesse-Juliana, - Sainte Lucie-Hewanorra, - San José (Californie), - Sarasota-Bradenton, - Vancouver, - Yampa Valley (en) | [ 46 ] |
| KLM                           | Amsterdam | [ 47 ] |
| Korean Air                    | Séoul-Incheon | [ 48 ] |
| LATAM Brasil                  | São Paulo/Guarulhos | [ 49 ] |
| Level                         | Barcelone-El Prat | [ 50 ] |
| Lufthansa                     | Francfort, Munich-F. J. Strauß | [ 51 ] |
| Play                          | Reykjavik-Keflavík |        |
| Porter Airlines               | Ottawa (Macdonald-Cartier), Toronto (Billy Bishop) | [ 52 ] |
| Qatar Airways                 | Doha-Hamad | [ 53 ] |
| Scandinavian Airlines         | Copenhague-Kastrup | [ 54 ] |
| Southwest Airlines            | - Baltimore-T. Marshall, - Chicago-Midway, - Denver, - Lambert-Saint Louis, - Nashville, - Orlando En saison : Austin-Bergstrom, Dallas-Love Field, Houston-W. P. Hobby | [ 55 ] |
| Spirit Airlines               | - Atlanta H.-Jackson, - Baltimore-T. Marshall, - Charleston, - Chicago-O'Hare, - John Glenn Columbus, - Dallas-Fort Worth, - Fort Lauderdale-Hollywood, - Fort Myers, - Houston-George Bush, - Kansas City, - Myrtle Beach, - Nashville, - Newark-Liberty, - Norfolk, - Orlando, - Pittsburgh, - San Juan - Luis-Muñoz-Marín, - Tampa |        |
| Sun Country Airlines          | Minneapolis-Saint-Paul |        |
| Swiss International Air Lines | Zurich | [ 56 ] |
| TAP Air Portugal              | Lisbonne-H. Delgado | [ 58 ] |
| Turkish Airlines              | Istanbul | [ 59 ] |
| United Airlines               | - Chicago-O'Hare, - Denver, - Houston-George Bush, - Los Angeles, - Newark-Liberty, - San Francisco, - Washington-Dulles | [ 60 ] |
| United Express                | Chicago-O'Hare, Newark-Liberty, Washington-Dulles | [ 60 ] |
| Virgin Atlantic               | Londres-Heathrow | [ 61 ] |
| WestJet                       | En saison : Calgary | [ 63 ] |

Édité le 03/02/2020  Actualisé le 18/06/2024

## Statistiques

### Trafic en passagers
Le graphique qui aurait dû être présenté ici ne peut pas être affiché car il utilise l'ancienne extension Graph, désactivée pour des questions de sécurité. Des indications pour créer un nouveau graphique avec la nouvelle extension Chart sont disponibles ici.

Voir la requête brute et les sources sur Wikidata.

### Destinations les plus fréquentées
| Rang | Aéroport                | Passagers | Variation 2010/2011 | Compagnies                                        |
| ---- | ----------------------- | --------- | ------------------- | ------------------------------------------------- |
| 1    | Londres Heathrow        | 1 008 144 | 00.6 %              | American, British Airways, Delta, Virgin Atlantic |
| 2    | Francfort               | 536 295   | 01.2 %              | Lufthansa                                         |
| 3    | Paris-Charles-de-Gaulle | 457 029   | 01.6 %              | Air France, American, Delta                       |
| 4    | Toronto (Pearson)       | 311 586   | 01.7 %              | Air Canada, Delta                                 |
| 5    | Amsterdam-Schiphol      | 288 720   | 00.1 %              | Delta                                             |
| 6    | Dublin                  | 234 358   | 04.0 %              | Aer Lingus                                        |
| 7    | Rome Fiumicino          | 192 384   | 04.0 %              | Alitalia                                          |
| 8    | Munich                  | 154 812   | 00.9 %              | Lufthansa                                         |
| 9    | Zurich                  | 144 687   | 01.0 %              | Swiss                                             |
| 10   | Tokyo-Narita            | 108 144   | 00.0 %              | Japan Airlines                                    |

| Rang | Aéroport             | Passagers | Compagnies                                |
| ---- | -------------------- | --------- | ----------------------------------------- |
| 1    | Chicago (O'Hare)     | 857 000   | American, JetBlue, Spirit, United         |
| 2    | Atlanta              | 725 000   | Delta, AirTran                            |
| 3    | Washington-National  | 701 000   | JetBlue, US Airways                       |
| 4    | San Francisco        | 552 000   | JetBlue, United, Virgin America           |
| 5    | Baltimore-Washington | 528 000   | AirTran, JetBlue, Southwest               |
| 6    | New York-JFK         | 514 000   | American, Delta, JetBlue                  |
| 7    | Charlotte            | 503 000   | JetBlue, US Airways                       |
| 8    | Dallas-Fort Worth    | 489 000   | American, JetBlue, Spirit                 |
| 9    | Los Angeles          | 488 000   | American, JetBlue, United, Virgin America |
| 10   | Philadelphie         | 461 000   | US Airways                                |

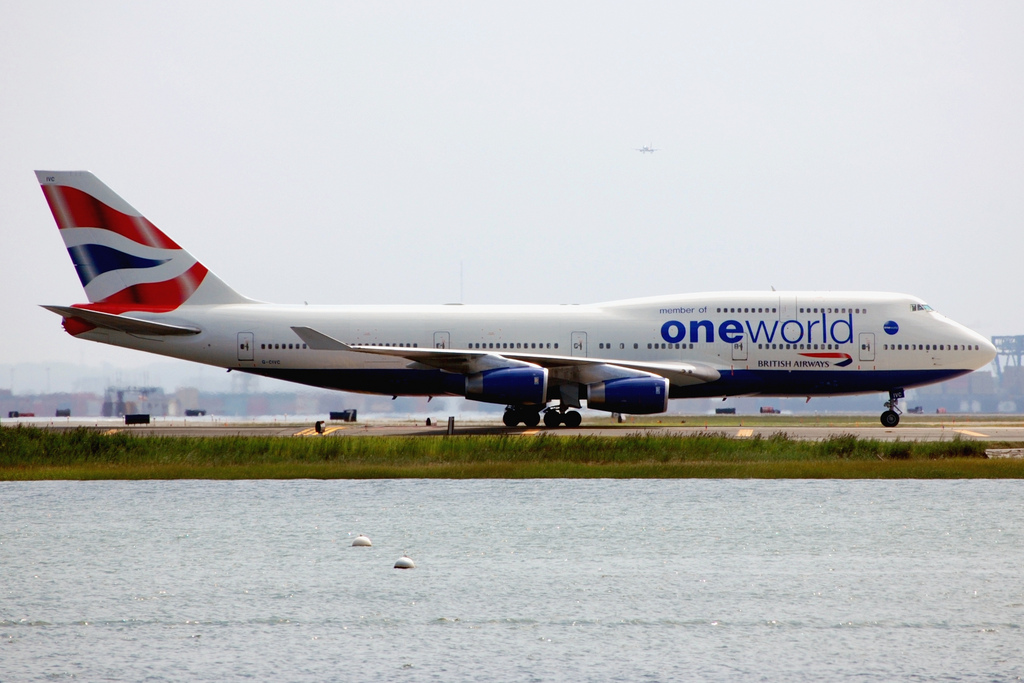
Roulage d'un Boeing 747-400 de British Airways.
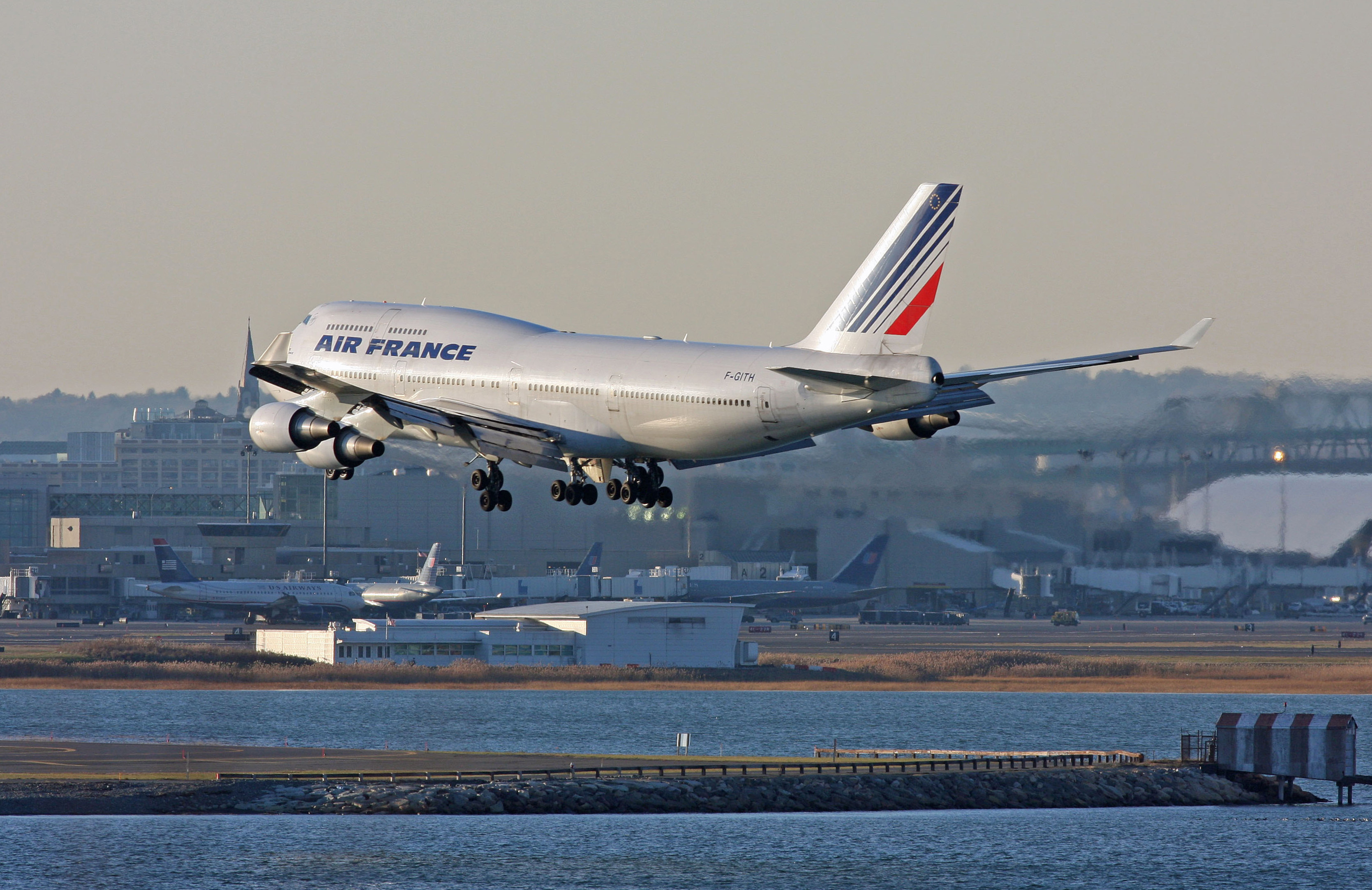
Atterrissage d'un Boeing 747 d'Air France en provenance de Paris-Charles-de-Gaulle.
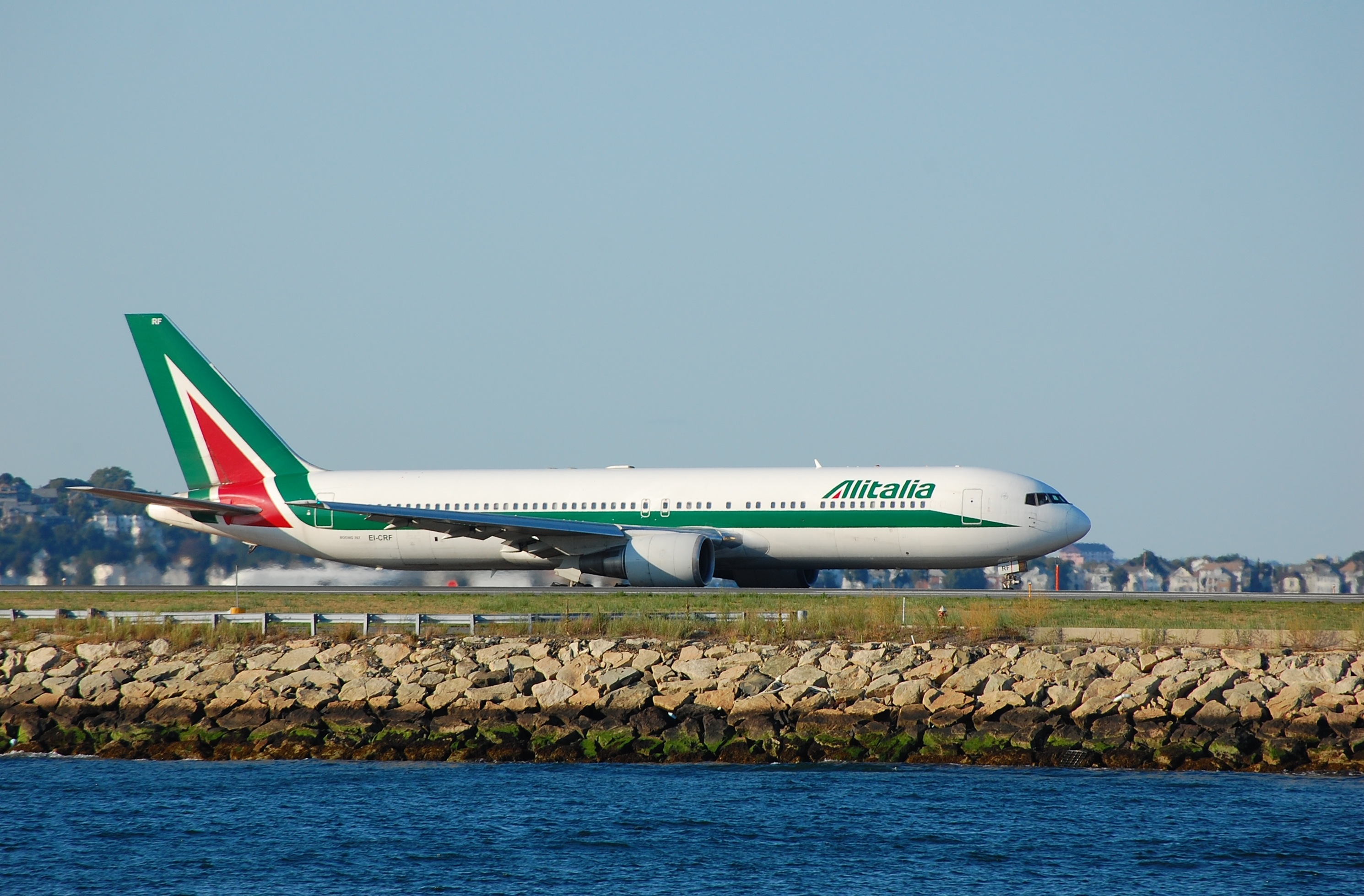
Boeing 767-300 ER d'Alitalia.
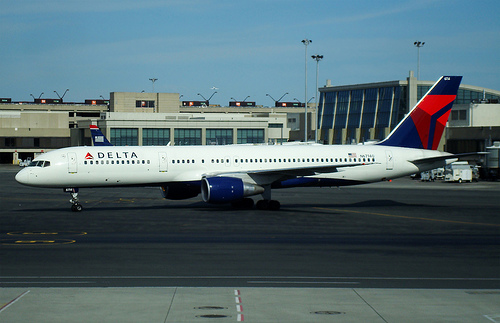
Boeing 757 de Delta Air Lines devant l'aérogare.
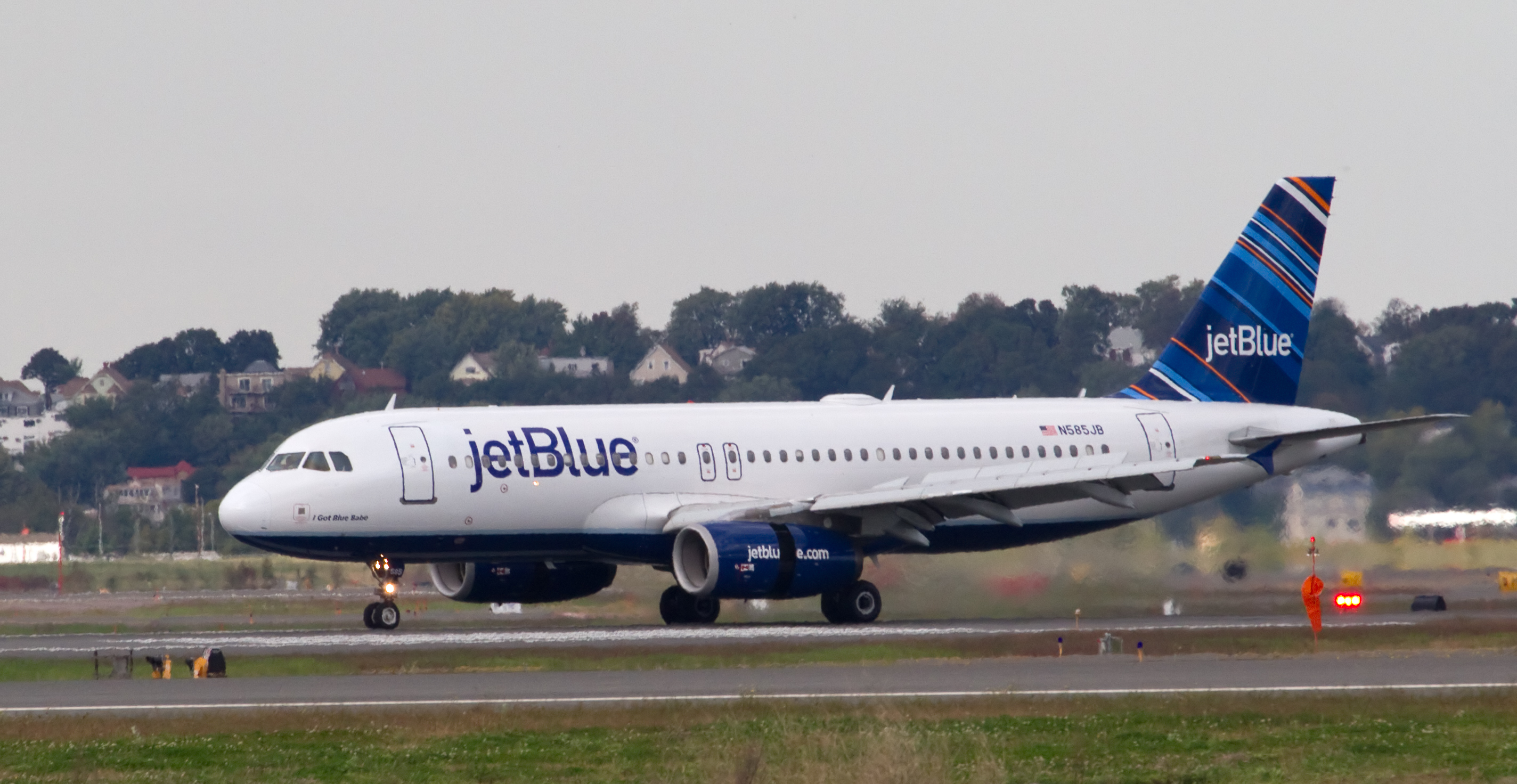
Airbus A320 de JetBlue Airways.
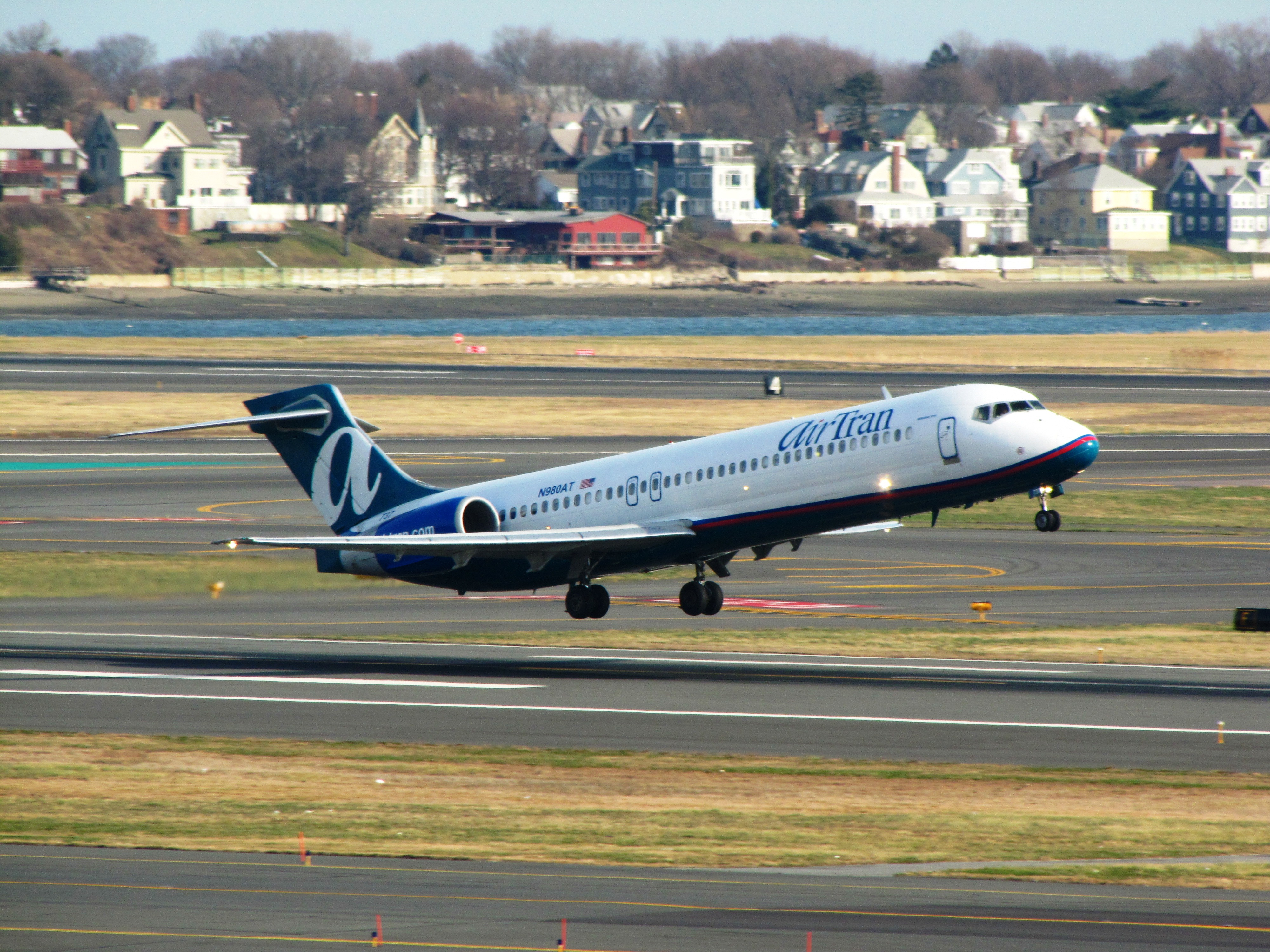
Décollage d'un Boeing 717-200 d'AirTran Airways avec les maisons du port au fond.

## Vols cargos

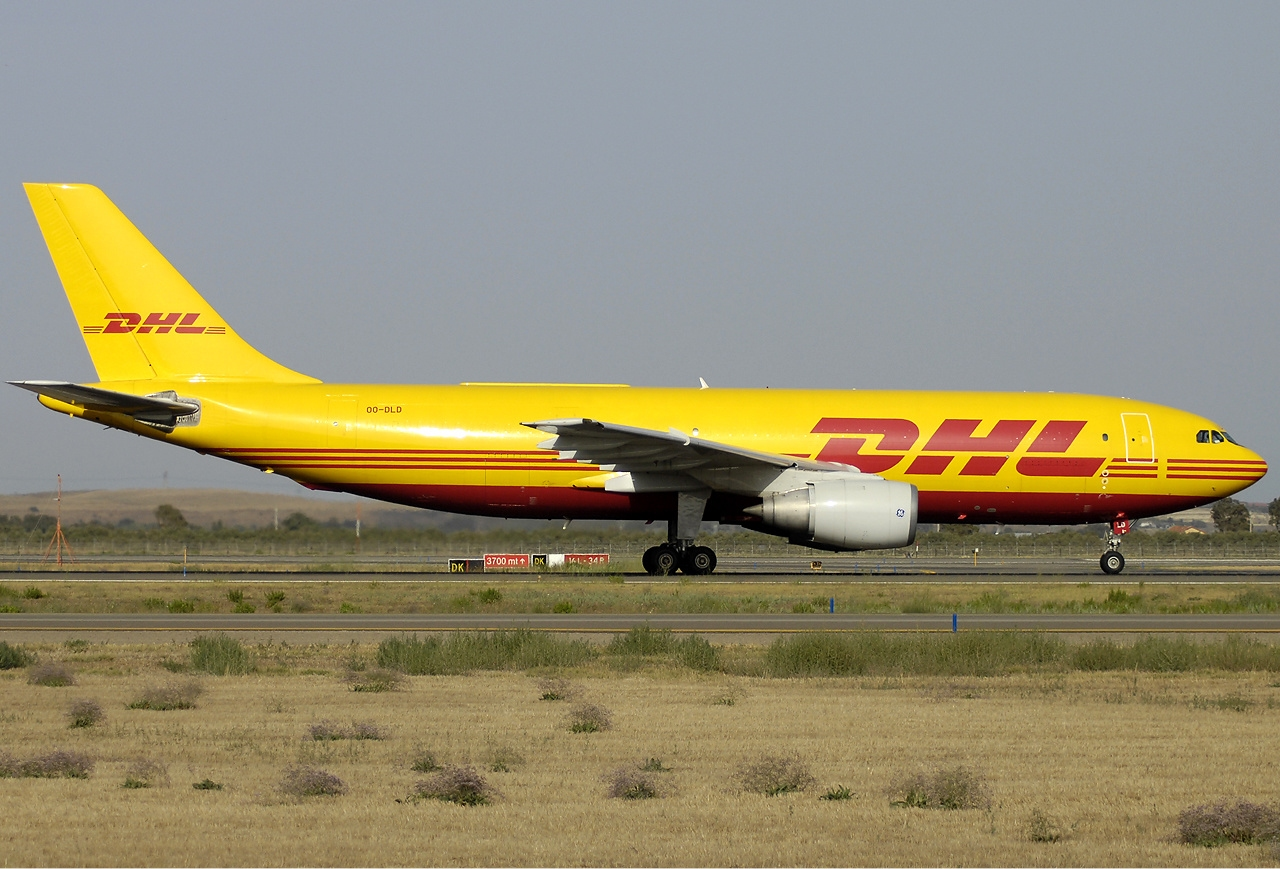
Un Airbus A300 de DHL.

Logan est un aéroport de taille moyenne en termes de fret avec 684 875 tonnes en 2012, ce qui le situe au 10e rang des aéroports américains en termes de fret. Il gère de nombreuses compagnies aériennes de fret américaines, dont ABX Air, DHL, Federal Express et UPS Airlines. Il possède également des bureaux de fret de nombreux transporteurs de fret internationaux, notamment British Airways Monde Cargo, Cathay Pacific Cargo, China Airlines Cargo, EVA Air Cargo, et LAN Cargo. Il a deux complexes de fret : l'aérogare de fret du Nord, situé près du terminal E et Cargo du Sud, situé près du terminal A.

## Transports au sol
L'aéroport international Logan de Boston a reçu l’appellation de « Ville la plus facile pour se rendre à l'aéroport » dans un article de 2007 d'aviation.com en raison de la variété du choix pour se rendre ou quitter l'aéroport. Ces choix comprennent les voitures, les taxis, les lignes MBTA bleue et argent, les services de bus régionaux, les fourgonnettes de transport partagé, des limousines et un service offert par quelques aéroports américains, le Logan express. Logan est 3 milles (4,828032 km) au nord-est du centre-ville de Boston, ce qui est un avantage par rapport aux aéroports d'autres villes.

## Accidents et incidents

### Accidents

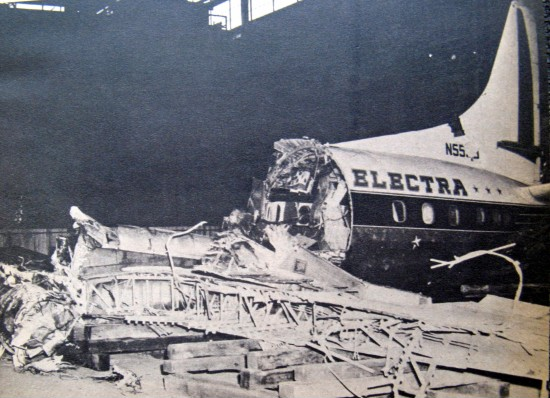
Accident du vol 375 d'Eastern Air Lines.

- Le 4 octobre 1960 à 17 h 40, le vol 375 d'Eastern Air Lines à destination de Philadelphie, un Lockheed L-188 Electra immatriculé N5533, s'écrase au décollage, faisant 62 morts et 10 blessés dont neuf graves parmi les 67 passagers et 5 membres d'équipage. Selon le Conseil national de la sécurité des transports (National Transportation Safety Board, NTSB), les moteurs no 2 et 4 avaient ingéré chacun au moins un oiseau et le moteur no 1 au moins huit. Cela a provoqué une mise en drapeau automatique de l'hélice et le moteur à l'arrêt, en même temps que les dommages aux moteurs 2 et 4 les ont empêché de fournir pleine puissance à ce stade critique du vol[66].

- Le 15 novembre 1961, à 17 h 10, un Vickers Viscount immatriculé N6592C de Northeast Airlines vol 120 en provenance de New York-LaGuardia est entré en collision avec un Douglas DC-6 N8228H de National Airlines vol 429, à destination de après son atterrissage à l'aéroport international de Logan. Le DC-6 ayant commencé à décoller sans avoir reçu l'autorisation de le faire. Les 45 occupants du Vickers et les 30 du DC-6 en sont sortis indemnes[67],[68].

- Le 31 juillet 1973 à 11 h 08, le vol 723 de Delta Air Lines, un Douglas DC-9 immatriculé N975NE en provenance de Manchester (New Hampshire), a percuté une digue à l'aéroport Logan, causant la mort des 83 passagers et 6 membres d'équipage à bord. Un des passagers a survécu à l'accident mais est décédé plus tard dans un hôpital[69].

- Le 3 novembre 1973, le vol 160 de la Pan Am, un Boeing 707-321C (N458PA) en provenance de New York-JFK, s'est écrasé à l'approche de Boston-Logan. De la fumée dans le cockpit a causé une perte de contrôle de l'appareil. Les trois membres déquipage ont été tués[70].

- Le 23 janvier 1982, le vol 30 de World Airways, un McDonnell Douglas DC-10-30CF (N113WA) en provenance de Newark fait une approche aux instruments de non-précision pour la piste 15R et a atterri pieds 2800 ft (850 m) au-delà du seuil décalé sur une piste glacée. Lorsque l'équipage a senti que le DC-10-30-CF ne pouvait pas s’arrêter sur la piste restante, il a dirigé le DC-10 sur le côté de la piste pour éviter la rampe lumineuse d'approche, et a glissé dans l'eau peu profonde de Boston Harbor. Le nez séparé comme le DC-10 s'est immobilisé à 250 pieds (76 m) au-delà de la fin de la piste, à 110 pieds (34 m) à gauche de la ligne médiane prolongée. Deux passagers (un père et son fils) n'ont jamais été retrouvés et sont présumés avoir été emportés en mer. L'appareil transportait 200 passagers et 12 membres d'équipage[71].

### Incidents
- Le 2 juillet 1976, un Lockheed L-188 Electra d'Eastern Air Lines vide, stationné sur l'aéroport a été détruit par une bombe placée dans le compartiment du train d'atterrissage. Personne n'a été blessé[72].

- Le 3 avril 1979, une partie de l'aile sud du terminal E de l'aéroport a été évacuée lorqu'un engin incendiaire a déclenché un incendie dans les toilettes hommes du rez-de-chaussée[73].

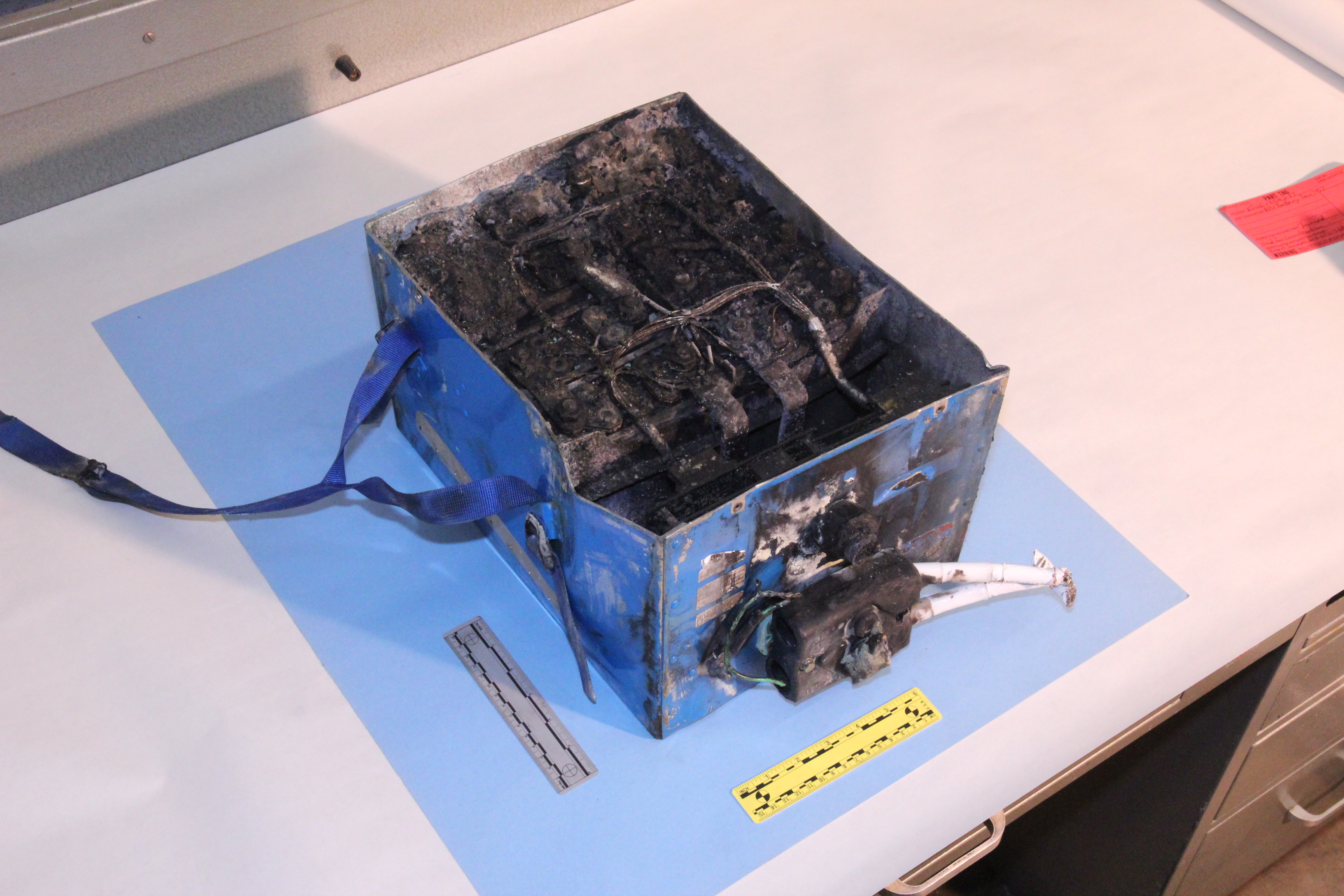
Batterie brûlée du Boeing 787 de la Japan Airlines.

- Dans la matinée du 11 septembre 2001, deux des aéronefs impliqués dans les attentats du 11 septembre 2001, le vol 11 American Airlines, un Boeing 767-223ER, (immatriculé N334AA) ayant décollé à 7h59 à destination de Los Angeles et le vol 175 United Airlines, Boeing 767-200ER (immatriculé N612UA), décollé à 8h14 également à destination de Los Angeles. Les deux avions ont été détournés par des terroristes liés à Al-Qaïda et pris les commandes des avions et ont volé délibérément dans les tours Nord et Sud du World Trade Center de New York qui s'est traduit par l'effondrement des deux tours et la destruction du World Trade Center. United et American Airlines ont hissé des drapeaux américains sur les portes, B32 et C19, portes à partir desquelles les vols avaient embarqués. Le vol 11 avait 11 membres d'équipage, 76 passagers et 5 terroristes (pour un avion de 258 places)[74] et le vol 175, 9 membres d'équipage, 51 passagers et 5 terroristes[75].

- Le 22 décembre 2001, Richard Reid a tenté de faire exploser le vol 63 American Airlines, un Boeing 767-300 avec une bombe placée dans sa chaussure au-dessus de l'océan Atlantique. L'appareil a décollé de l'aéroport de Paris-Charles-de-Gaulle et sa destination était l'aéroport international de Miami. Le vol a été dérouté vers Boston après que les passagers et l'équipage aient maîtrisé Reid. Un agent de bord a subi des blessures mineures après avoir été mordu au pouce par Reid[76].

- Le 7 janvier 2013, des mécaniciens ont aperçu de la fumée dans le compartiment de la batterie d'un Boeing 787 Dreamliner de la Japan Airlines en stationnement[77]. Cet incendie a été causé par des batteries lithium-ion surfacturés, pour aboutir finalement à son retrait de la flotte de B787 dans le monde entier[78] et la refonte ultérieure des systèmes de batteries[79].

## Pour approfondir